# 平岡千代
平岡 千代（ひらおか ちよ、1987年〈昭和62年〉10月11日 - ）は、日本のシンガーソングライターである。旧芸名は、Chiyo+。神奈川県横浜市生まれ。神奈川県秦野市在住。妹はキックボクサーの平岡琴。

## 略歴
1954年1月19日、神奈川県横浜市生まれ。３歳～ピアノ、9歳～弾き語りの作曲を開始した。
19歳の時、進路に悩んだ末に、ソウルミュージックに憧れニューヨークハーレムへ渡米。ゴスペルやセッションバーでのライブを経験し、帰国後初の自主制作アルバム「Love myself」を制作。
2011年「Chiyo+」名義 でユニバーサルミュージックよりメジャーデビュー。レコチョクにて着うた初登場クラブうたウィークリー１位獲得。
2012年より、生音に立ち返りアコースティックギターを覚えカントリー・ポップユニットであるソロバンド「Lululu」を主宰しリスタートを切る。
getstage主催MUSIC AWARDにて3000組の中から特別賞の「SENNHEISER賞」を受賞し世界最大級の「秋のヘッドフォン祭」出演。
avex × UUUM主催「次世代Youtuber女子オーディション」にて「HIKAKIN賞」受賞。
様々なバンドのコーラス、CM出演、ナレーション、絵本朗読など自由に活動の場を広げている。
30代から神奈川県秦野市に移住。ヨガインストラクターの資格を持ち、自宅をアレンジして、ヨガ教室を開催している。教室には楽器も置かれ、音楽に合わせたヨガを開催。また自宅で有機農法で季節の野菜を丹精込めて育てている。

## 受賞歴・記録
- getstage主催MUSIC AWARD「SENNHEISER賞」
- avex × UUUM主催「次世代Youtuber女子オーディション」にて「HIKAKIN賞」